# Kiš
Kiš (sumersko Kiš, transliterirano Kiŝki, akadsko  kiššatu) je bilo antično mesto v Sumeriji, za katero se domneva, da je stalo blizu sedanjega Tell al-Uhaymirja v iraškem governoratu Babil,   kakšnih  12 km vzhodno od Babilona in 80 km južno od Bagdada.

## Zgodovina
Kiš je bil naseljen od džemdet nasrskega obdobja (okoli 3100 pr. n. št.). V zgodnjem dinastičnem obdobju je postal ugledno mesto in ena od največjih sil v regiji.  
Seznam sumerskih kraljev pravi,  da je bi Kiš prvo mesto, ki je imelo kralje po vesoljnem potopu. Prvi je bil Jušur. Njegov naslednik je bil Kulasina-bel. Njegovo ime je pravzaprav stavek, ki v akadščini pomeni  »Vsi tisti so bili gospodarji«. Nekateri znanstveniki domnevajo, da bi stavek lahko pomenil, da Kiš nekaj časa ni imel centralne oblasti.  Imena naskednjih devetih kiških kraljev do Etane so akadska imena živali. Zukakip je na primer škorpijon. Vzhodnosemitski izvor teh in drugih zgodnjih imen, povezanih s Kišem, kaže, da je imelo njegovo prebivalstvo od samega začetka pisane zgodovine močan semitski, se pravi akadsko govoreči del prebivalstva. Ignace Gelb trdi, da je bil Kiš središče vzhodnosemitske kulture, katero imenuje kar kiška civilizacija.
Dvanajsti kralj na Seznamu sumerskih kraljev, Etana,  je znan kot »pastir, ki se je dvignil v nebesa in utrdil vse tuje dežele«. Čeprav njegova vladavina še ni arheološko potrjena, se njegovo ime pojavlja v kasnejših tablicah z legendami, ki ga opisujejo kot ustanovitelja in prvega kralja Kiša.  Enaindvajseti kralj na Seznamu sumerskih kraljev, Enmebaragesi, za katerega je rečeno, da je Elamitom zaplenil orožje, je prvi kralj, potrjen z arheološkimi najdbami iz njegovega obdobje. Znan je tudi iz drugih pisnih virov, v katerih sta on in  njegov sin Aga Kiški prikazana kot sodobnika rivalov in prvih uruških vladarjev Dumuzida Ribiča in Gilgameša.
Nekaterih zgodnjih kiških kraljev,  ki so znani preko arheologije, ni na Seznamu sumerskih kraljev. Mednje spadata Utug (ali Udug), za katerega je rečeno, da je na samem začetku vladavine porazil kraljestvo Hamazi iz zahodnega  Zagrosa, in Mesilim, ki je zgradil templje v Adabu in Lagašu, nad katerima je imel očitno nekaj oblasti. 
Tretja kiška dinastija je   edinstvena v tem, da je bil njen prvi vladar ženska z imenom Kubau, ki je bila pred tem krčmarica.  Kasneje je bila pobóžena kot boginja Hebad.
Vojaška in gospodarska moč Kiša se je kasneje zmanjšala, a je kljub temu obdržal velik politični in simbolni pomen. Podobno kot v Nipurju  na jugu je bil nadzor nad Kišem na severu primarni element, ki je legitimiral oblast nad severno Mezopotamijo (Asirijo in Subartujem).  Zaradi velikega simbolnega pomena mesta so tudi kasnejši močni vladarji privzeli naslov »kralj Kiša«, četudi so bili iz Akada, Ura, Asirije, Isina, Larse ali Babilona. Eden od prvih je bil Mesanepada Urski. Iz kasnejšega obdobja je znanih tudi nekaj kiških guvernerjev, ki so upravljali mesto v imenu različnih tujih vladarjev.
Iz okolice Kiša je bil Sargon Akadski , ustanovitelj Akadskega cesarstva.  V akadskem obdobju sta bila zavetnika mesta bog Zababa (ali Zamama) in njegova žena Inana.
Kiš je bil naseljen skozi celo predbilonsko, starobabilonsko, kasitsko,  novoasirsko in novobabilonsko obdobje vse do klasičnega selevkidskega obdobja,  ko so ga zapustili.

## Arheologija
Kiško arheološko najdišče je oval, dolg 8 km in širok približno 3 km, ki ga seka suho nekdanje korito Evfrata. Na njem je približno štirideset gomil, od katerih sta največji Uhaimir in Inghara. Najpomembnejše gomile so: 
- Tell Uhaimir, za katero se domneva, da je prava lokacija  Kiša. Ime pomeni »rdeč« in izvira iz rdeče opeke tamkajšnjega zigurata.
- Tell Ingharra, za katero  se domneva, da je lokacija Hursagkalame (vzhodnega Kiša)  in Inaninega  templja.[5]
- Tell Khazneh
- Tell el-Bender, najdišče partskega gradiva.
- Gomila  W, na kateri so odkrili številne novoasirske tablice.

Na trgu starin so se na začetku 20. stoletja začele pojavljati nezakonito izkopane tablice, za katere je François Thureau-Dangin ugotovil, da izvirajo iz Kiša. Tablice so končale v različnih muzejih.
V letih 1912-1914 je na Tell Uhaimirju kopala skupina francoskih arheologov pod vodstvom Henrija de Genouillaca. Našla je približno 1400 starobabilonskih tablic, ki sta si jih razdelila Arheološki muzej v Istanbulu in pariški Louvre.
Od leta 1923 do 1933 je  najdišče raziskovala združena ekipa Muzeja Field in Univerze Oxford pod vodstvom Stephena Langdoba. Najdeno gradivo sta si razdelila muzeja v Chicagu in Oxfordu.
Kasnejša izkopavanja na Tell Uhaimirju je na začetku vodi E. MacKay, kasneje pa  L. C. Watelin. Raziskave ostankov favne in flore je vodil  Henry Field.
Leta 1988, 2000 in 2011 so Tell Uhaimir raziskovali japonski arheolgi z Univerze Kokushikan. Zadnja sezona je trajala samo en teden.